# Mark Alan Stamaty
Mark Alan Stamaty (Brooklyn, 1947) è un illustratore e fumettista statunitense.
Figlio di Stanley Stamaty e Clara Gee Stamaty, entrambi due disegnatori professionisti laureatisi all' Art Academy di Cincinnati, ha frequentato la Cooper Union di New York, alla quale si è diplomato nel 1969 insieme a Frank Asch. Tra le sue opere più famose vi sono le strisce di Mac Doodle St. per The Village Voice, quelle di Washingtoon per il Washington Post e quelle di Boox per il New York Times Book Review. Vignettista politico e satirico, negli anni ha lavorato per testate quali il Time e il New Yorker. Dagli anni Settanta si dedica ai libri illustrati per bambini.

## Opere

### Strisce
- Mac Doodle St.
- Washingtoon
- Boox

### Libri
- Giallo giallo (Yellow Yellow, 1971) coi testi di Frank Asch, Orecchio acerbo 2013
- Who Needs Donuts? (1973)
- Small in the Saddle (1975)
- Minnie Maloney & Macaroni (1976)
- Where's My Hippopotamus? (1977)
- Too Many Time Machines (1999)
- La bibliotecaria di Bassora (Alia's Mission, 2005) Sperling & Kupfer 2005